# Megaselia claricornis
Megaselia claricornis är en tvåvingeart som beskrevs av Colyer 1962. Megaselia claricornis ingår i släktet Megaselia och familjen puckelflugor. Inga underarter finns listade i Catalogue of Life.